# Čubrica

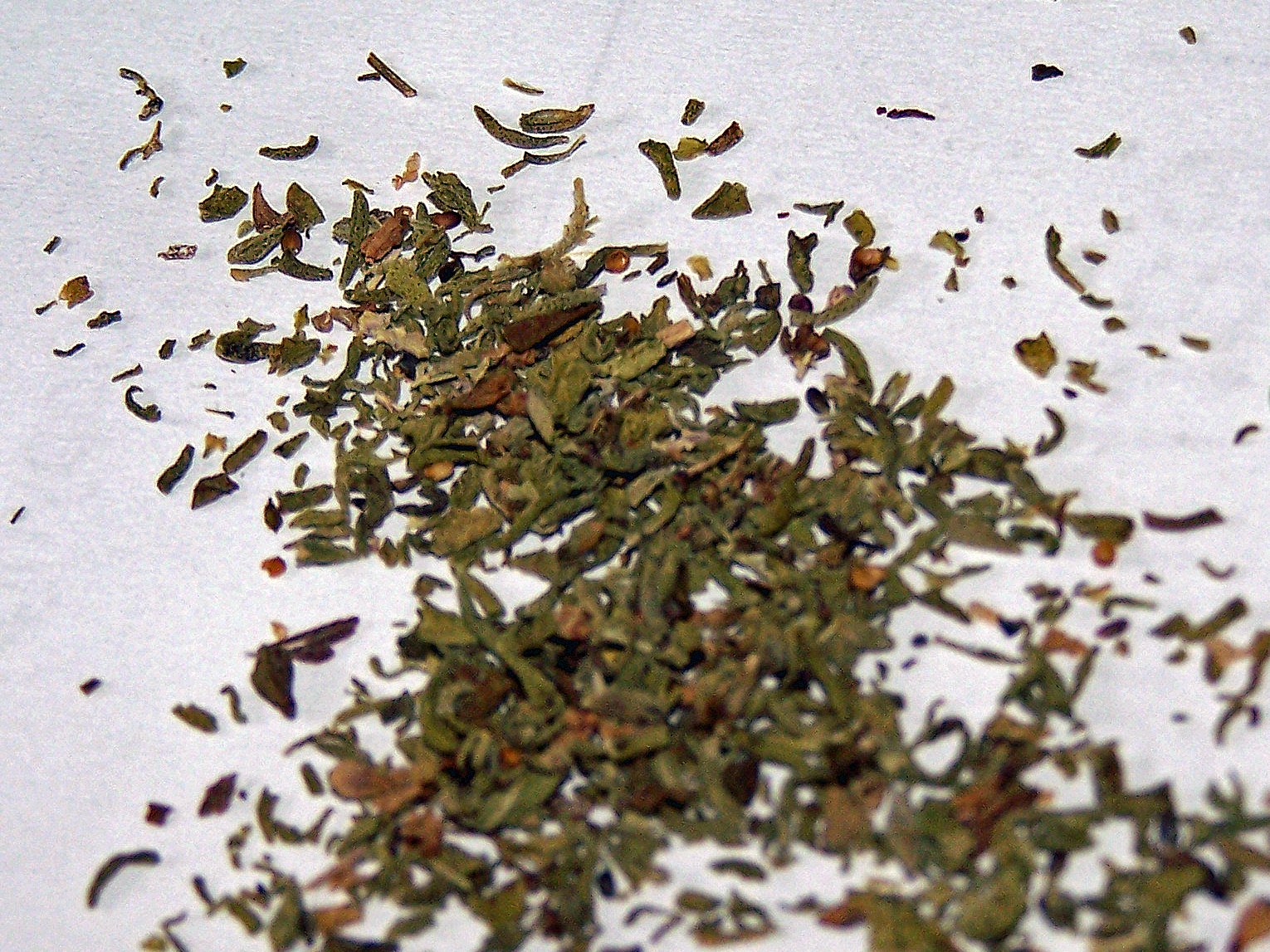
Sušená čubrica

Čubrica je jednak (v bulharštině) samotná bylina saturejka, jednak směs koření, oblíbená především v balkánské kuchyni. Jde o směs ze suché saturejky a např. pálivých papriček, soli, mouky z opražené kukuřice a semen pískavice. V kuchyni se využívá hlavně do receptů z luštěnin, zapékané zeleniny, mletých mas či hustých polévek. Tvoří jednu z hlavních ingrediencí pokrmů připravovaných na grilu.